# 布拉戈達爾內
45°06′N 43°26′E / 45.100°N 43.433°E
布拉戈達爾內（俄语：Благода́рный）是俄羅斯斯塔夫羅波爾邊疆區中部的一個城市，位於區府斯塔夫羅波爾以東150公里。2002年人口34,500人。
1782年建立。1971年建市。